# ربع رشیدی
رَبع رشیدی یکی از بناهای تاریخی و ارزشمند شهر تبریز واقع در خیابان عباسی به سبک معماری ایرانی است. این محوطهٔ تاریخی در واقع دانشگاهی بود که توسط رشیدالدین فضل‌الله همدانی در حدود ۷۵۰ سال پیش در تبریز ایجاد شد. امروزه از این بنا آثار ناچیزی در تبریز باقی مانده است.
رشیدالدین وزیر غازان خان از حکمرانان وقت آن دیار بود. دانشگاه مزبور در آن زمان شامل چهار دانشکده بود که در چهار سوی آن قرار داشتند و اربع یا چهار عربی را به خود اختصاص دادند و این مکان به نام ربع رشیدی شهرت یافت. این اثر در تاریخ ۱۰ آذر ۱۳۵۴ با شمارهٔ ثبت ۹۴۳ به‌عنوان یکی از آثار ملی ایران به ثبت رسیده است. پارک ربع رشیدی نیز بعدها و در دوران جمهوری اسلامی ایران توسط موسی یزدان‌پناه ایجاد شد.

## مشخصات
این مجموعه که در دامنهٔ کوه سرخاب در محلی بلند جای گرفته است، در اواخر سده هفتم و اوایل سده هشتم هجری بنا شد. بنا به نوشتهٔ تاریخ‌نگاران و جهانگردان بزرگ، دارای پهناوری بسیار و ساختمان‌های گوناگون همچون مسجد، مدرسه، بیمارستان (دارالشفا)، کتابخانه و گنبدی برای آرامگاه خواجه رشیدالدین بوده است. این مجموعه مانند بیشتر شهرهای کهن، حصار و بارویی بزرگ داشته است. از مضمون نامه‌ای که خود خواجه رشیدالدین فضل‌الله به دو پسرش دربارهٔ ساختمان این بنا نوشته، چنین برمی‌آید که ربع رشیدی درآن زمان جایگاه دانشگاهی بوده که از هر دانشی در آنجا شعبه‌ای راه‌اندازی شده بود و شش هزار دانشجو در آن تحصیل می‌کردند و خواجه موقوفاتی برای تکمیل کتابخانه و مدرسه و نشر کتب و تأمین هزینهٔ جاری مجتمع و زندگی محصلان علوم مختلف اختصاص داده بود. او دانشمندان بزرگی را از هر گوشه گرد آورده و به کار تألیف و تدریس گماشته بود. از جمله، پنجاه پزشک و چندین جراح از هند و مصر و چین و شام، در آنجا مشغول به کار بوده‌اند و مقرری آبرومندی نیز برای آن‌ها تعیین کرده بودـ
ربع رشیدی یک شهر دانشگاهی کوچک شامل کتابخانه، مدرسه، مسجد، دارالایتام، حمام، مهمانسرا، بیمارستان، مدارس عالی، و کارگاه‌های صنعتی بود. فضل‌الله همدانی برای تأمین هزینه‌های این مرکز، املاک فراوانی را در نقاط مختلف اعم از حوزهٔ ایران قدیم، بخش‌هایی از عراق، افغانستان، گرجستان، ولایت روم، آذربایجان، ترکیه و سوریه وقف این مرکز کرد.

## تخریب ربع رشیدی

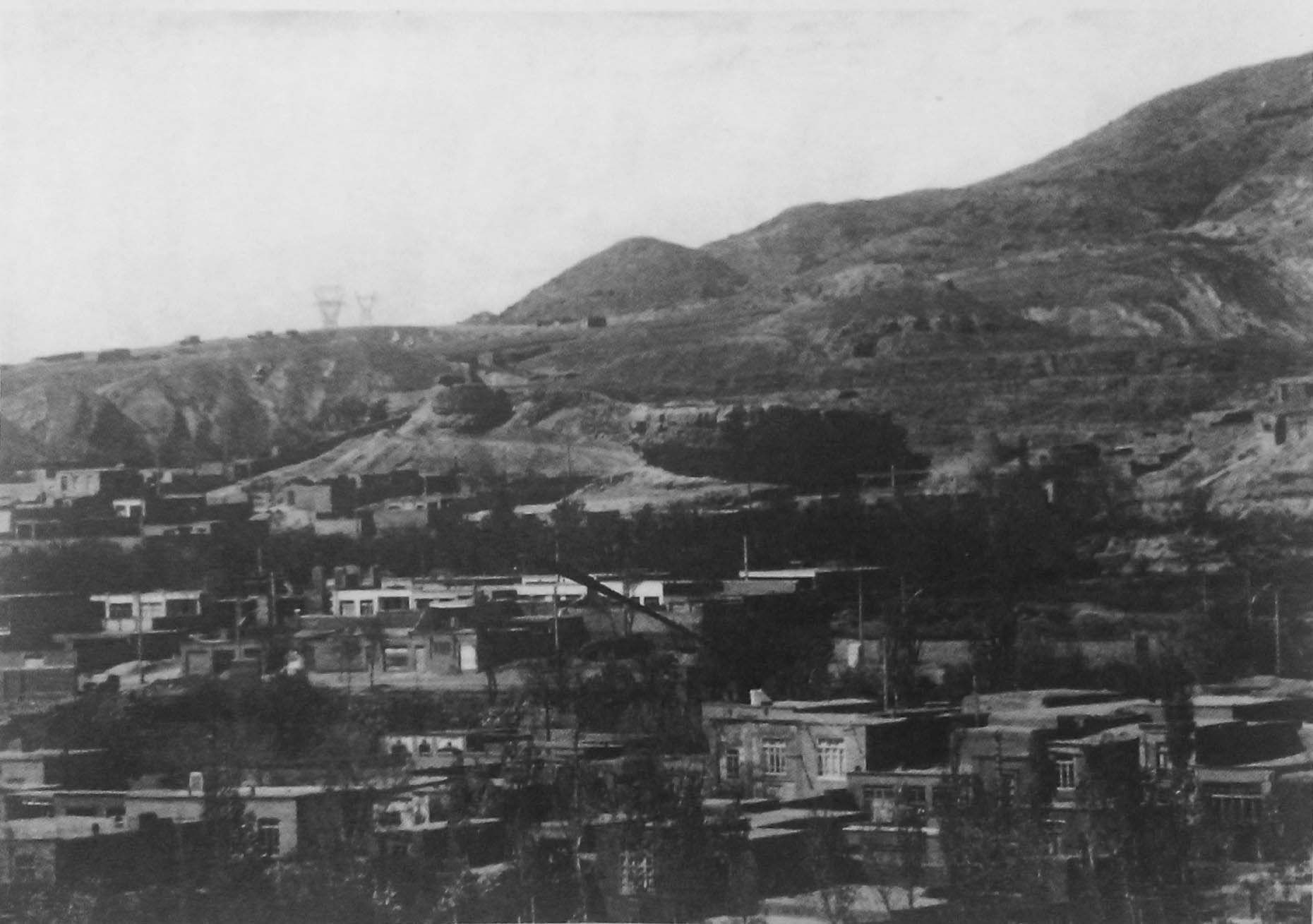
تصویر قدیمی از ربع رشیدی، واقع در دامنه رشته‌کوه عینالی.

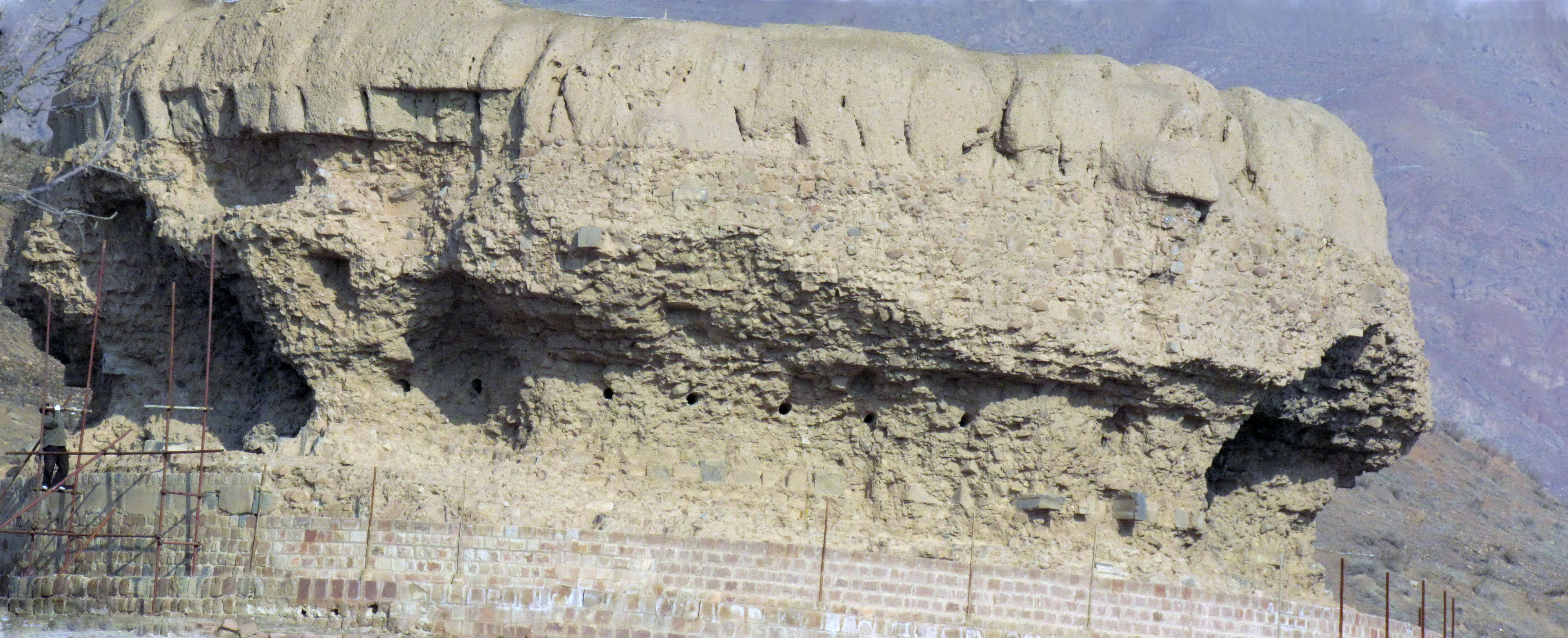
نمایی از یکی از قلعه‌های ربع رشیدی.

رشیدالدین فضل‌الله همدانی پیش از حملهٔ مغول در قلعه‌های اسماعیلیه زندگی می‌کرد و پس از آن مدتی به وزارت غازان خان رسید و منشأ خدمات فراوانی در آذربایجان شد. وی در سال ۷۱۸ هجری در اثر دسیسه‌های سیاسی کشته شد و رَبع رشیدی هم پس از مرگ وی غارت و ویران گردید.
شاردن، جهانگرد نامی فرانسوی که در سال ۱۰۸۴ هجری به ایران و آذربایجان سفر کرده بود، چنین می‌گوید: «صد سال پیش شاه عباس کبیر دستور به تعمیر ربع رشیدی داد، ولی شاهان دیگر صفوی توجهی بدان نکردند و دوباره ویران شد.» هم‌اکنون آثار ناچیزی از این مجموعهٔ تاریخی در شهر تبریز باقی مانده است.

## وقف‌نامهٔ ربع رشیدی
فضل‌الله همدانی برای ساماندهی املاک وقفی وقف‌نامه‌ای را تدوین کرده بود که به وقف‌نامهٔ ربع رشیدی با خط خود واقف معروف است و هم‌اکنون تنها نسخه از آن در کتابخانهٔ مرکزی تبریز قرار دارد. این نسخه تا سال ۱۳۴۸ در دست بازماندگان حاجی ذکاءالدوله سراجمیر، ساکن تبریز بود. انجمن آثار ملی در همان سال آن را از خانوادهٔ ذکاءالدوله خریداری نمود.
وقف‌نامهٔ ربع رشیدی در خرداد ماه ۱۳۸۶ از سوی سازمان کتابخانهٔ ملی ایران به یونسکو معرفی و در نشستی که از ۲۱ تا ۲۵ خرداد در یونسکو برگزار شد، در فهرست میراث مستند این سازمان به‌ثبت رسید. در نشست کمیسیون ملی یونسکو، سی و هشت اثر از کشورهای جهان در فهرست آثار مستند یونسکو ثبت شد. تعداد آثاری که از سال ۱۹۹۷ تاکنون در این فهرست به ثبت رسیده است، به ۱۵۸ اثر افزایش یافته است.
اوحدی مراغه‌ای در جام جم خود که آن را به تشویق خواجه غیاث‌الدین محمد فرزند خواجه رشیدالدین فضل‌اﷲ سروده در توصیف عمارت ربع رشیدی آورده است:
| ای همایون بنای فرخنده      |  | که شد از رونقت طرب زنده   |
| طاق کسری ز دفترت کسری است  |  | هشت جنت ز گلشنت قصری است  |
| خاکت از مشک و سنگت از مرمر |  | بادت از خلد و آبت از کوثر |
| چون ز سرخاب روی شاهد سنگ   |  | داده سرخاب را جمال تو رنگ |

در وصف مسجد جامع ربع رشیدی چنین می‌گویند:
| ای گرامی بهشت مسجدنام       |  | خلد خاصی ز روح جنت و عام  |
| از تو دین را نظام خواهد بود |  | در تو مهدی امام خواهد بود |
| از ستونهات بیستون سنگی      |  | وز طبقهات آسمان رنگی      |
| از شعاع تو در شب تیره       |  | مسجد بصره را بصر خیره     |

و در وصف مدرسه و خانقاه ربع رشیدی، چنین سروده است:
| ای در علم و خانهٔ دستور  |  | چشم بد باد زآستان تو دور   |
| رفته بر خط استوا عرشت   |  | همدم خطهٔ بقا فرشت          |
| برده ابداعیان کن فیکون  |  | چارحدت ز شش جهت بیرون      |
| شد سعادت طلایه بر تبریز |  | تا فکندی تو سایه بر تبریز  |
| هرکه رخ در رخ سپاس نهاد |  | در جهان این چنین اساس نهاد |

## نگارخانه

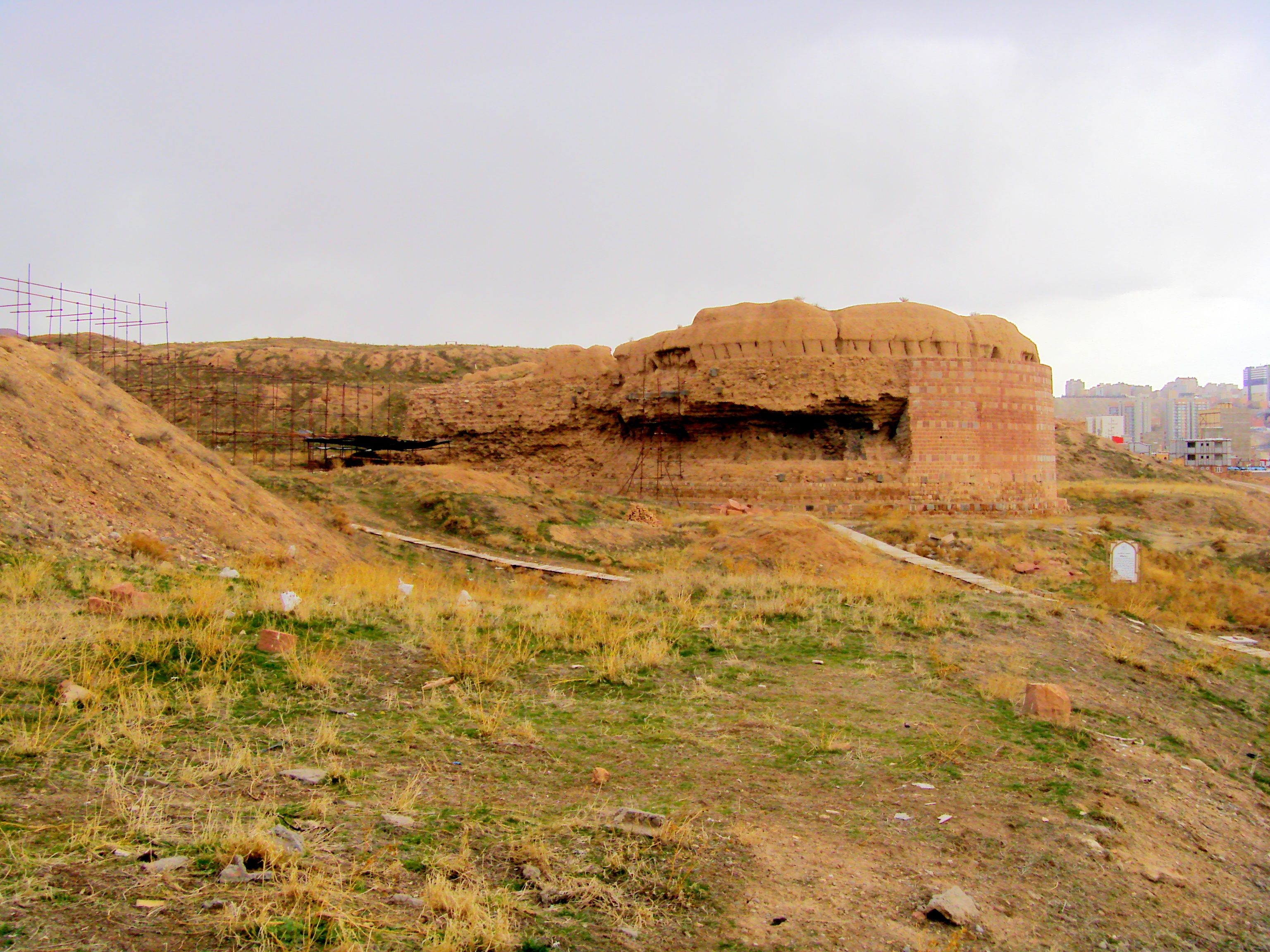
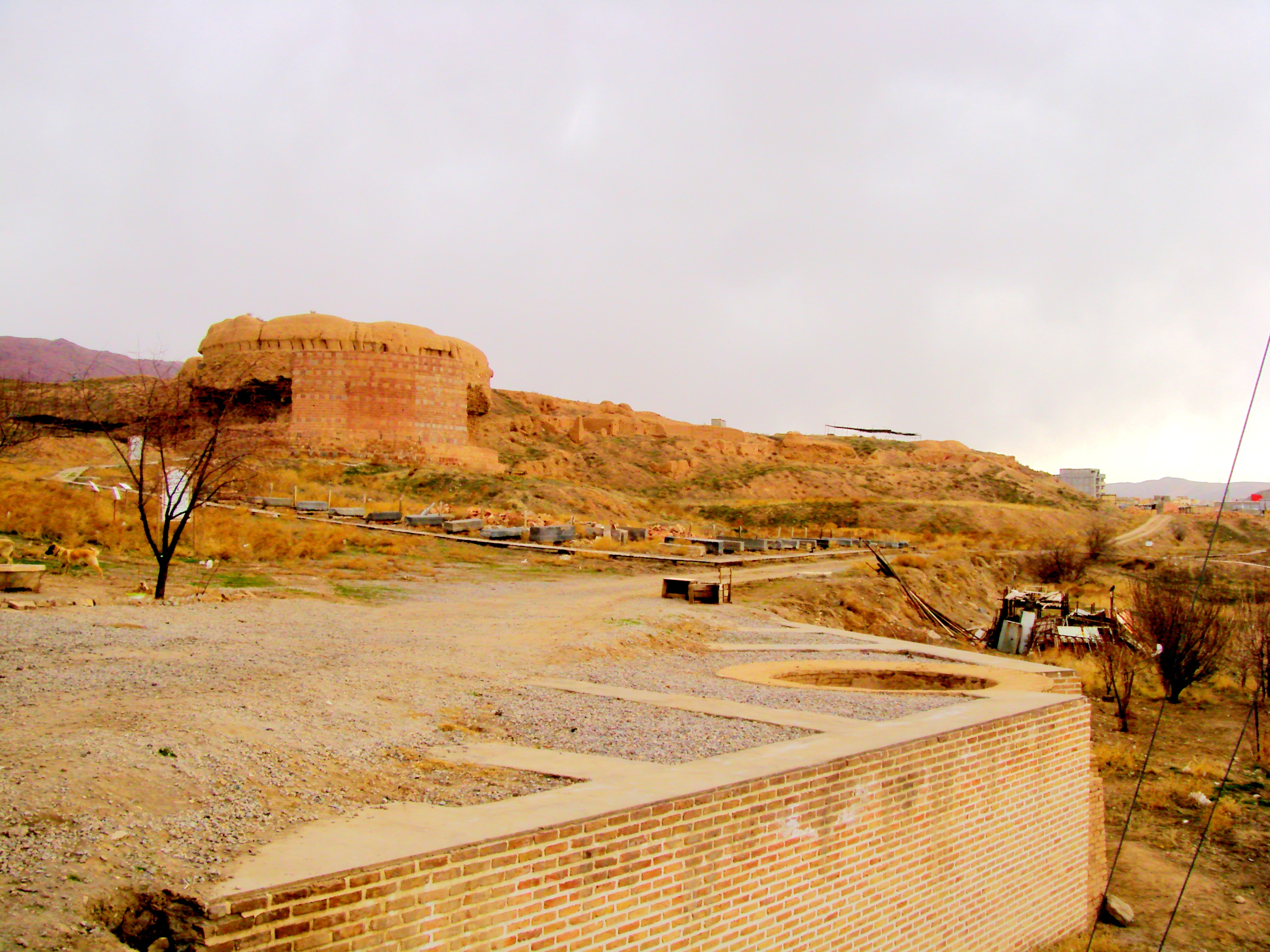
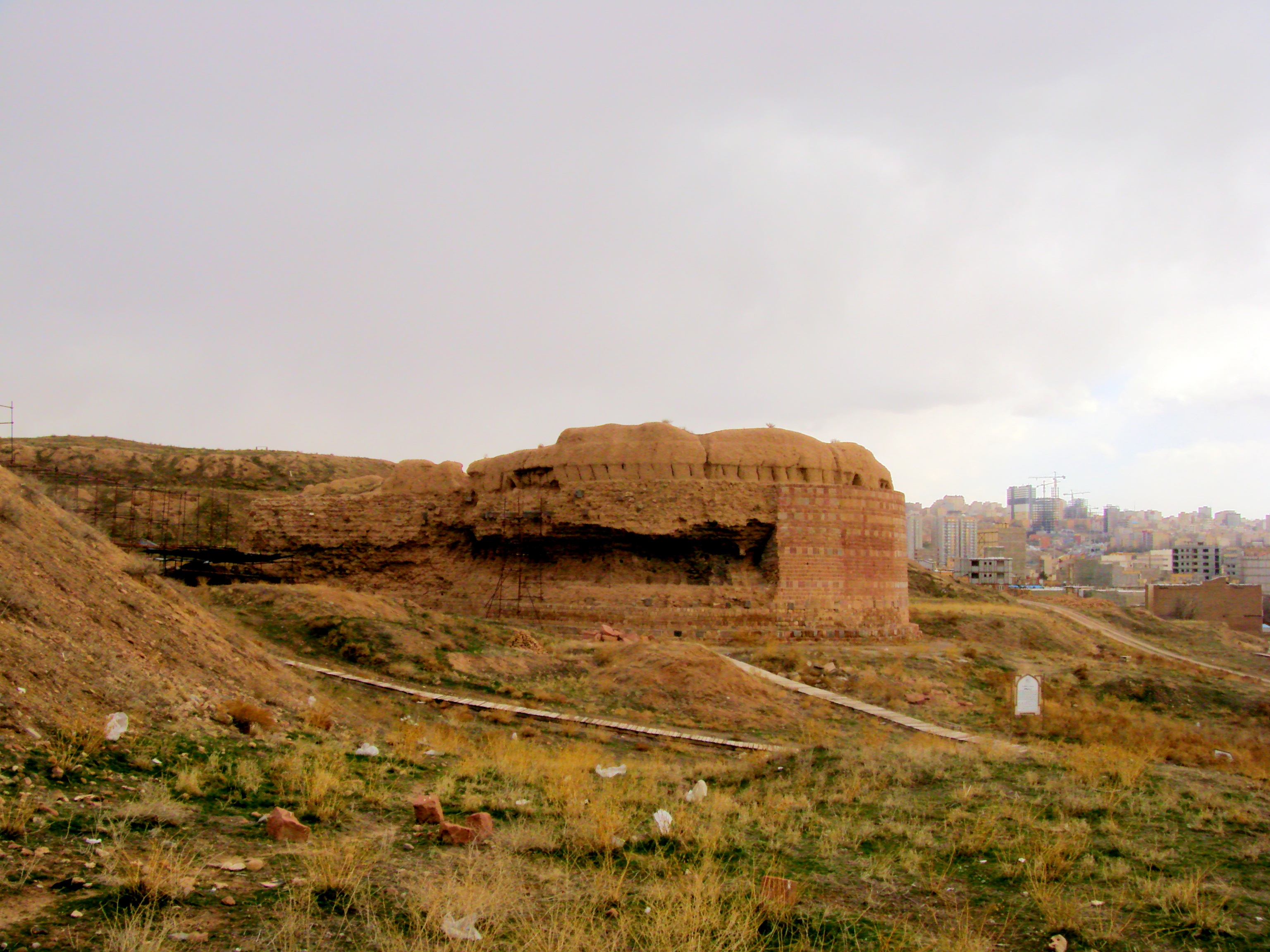
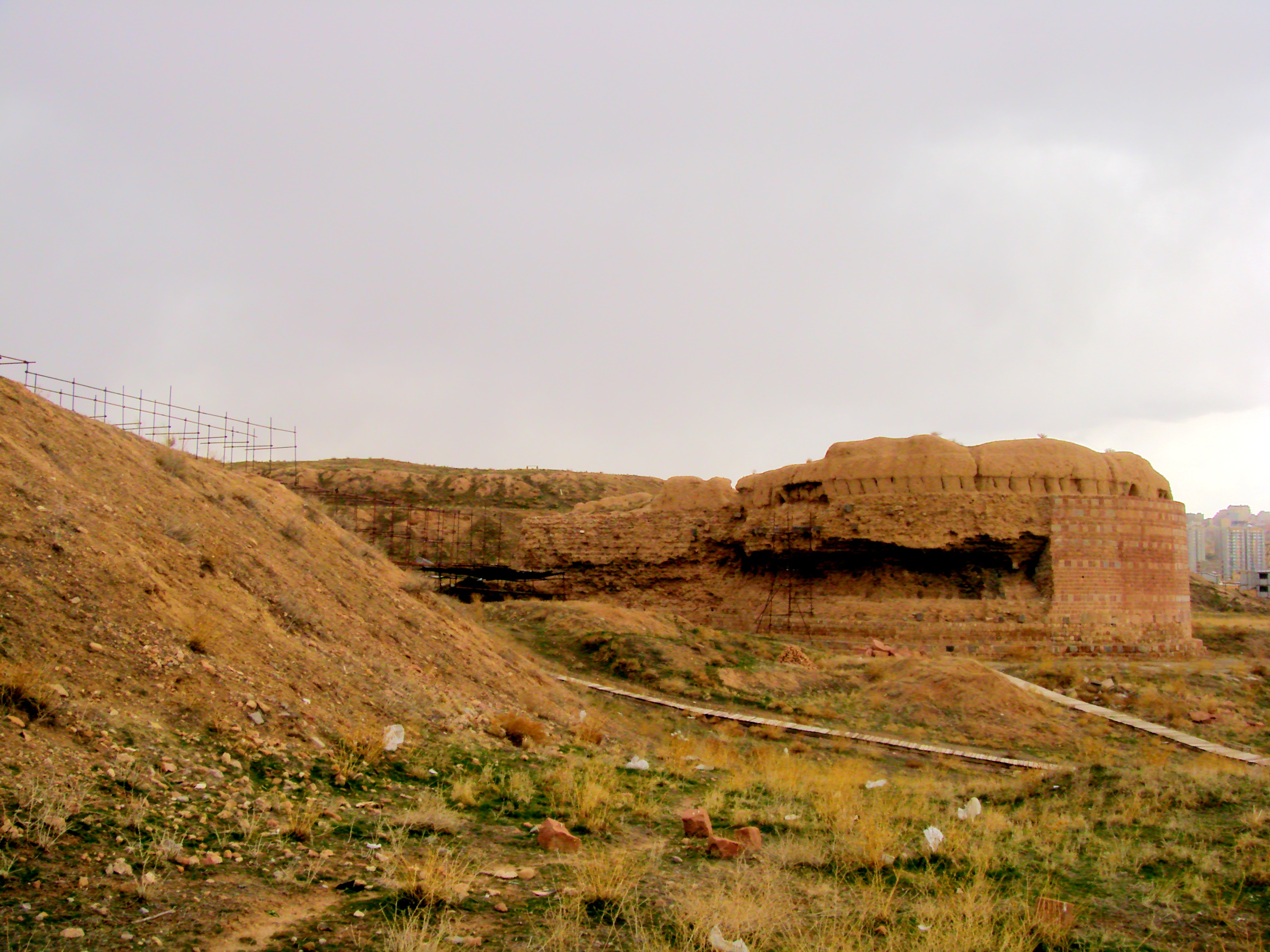
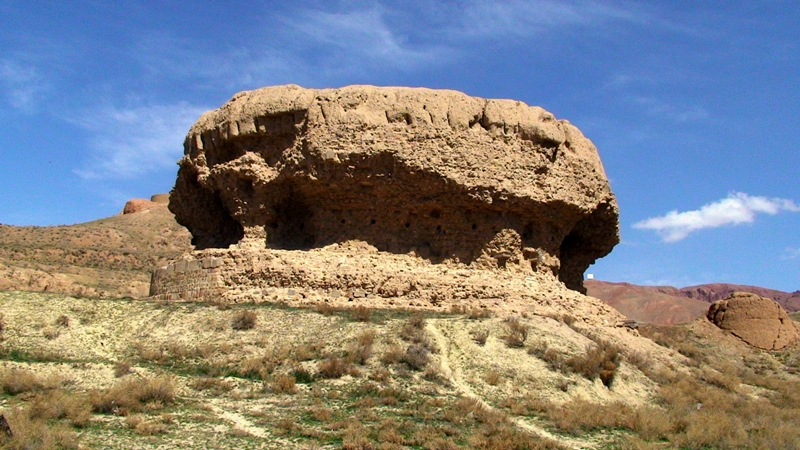
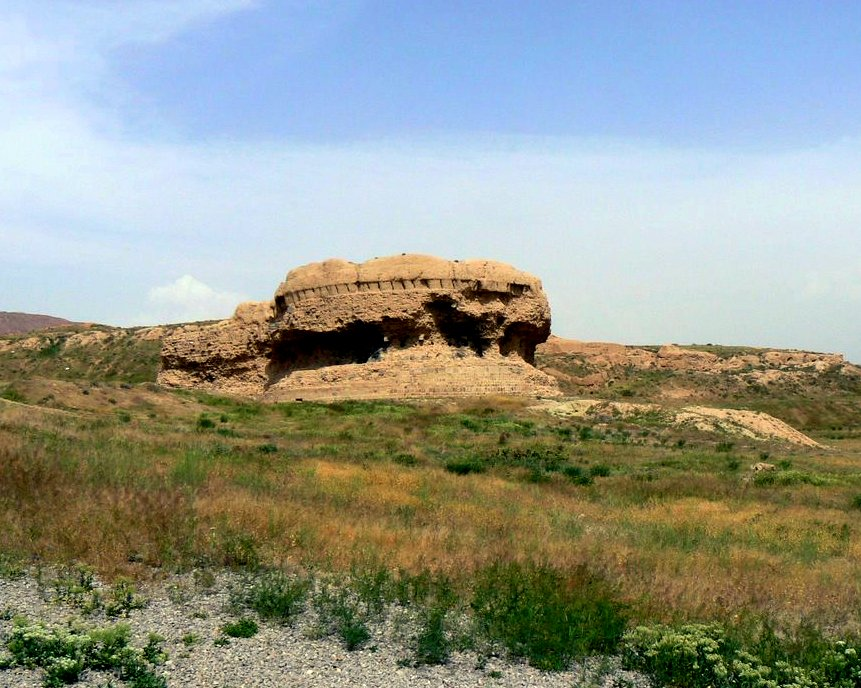